# Crudo
 (janvier 2021).
Si vous disposez d'ouvrages ou d'articles de référence ou si vous connaissez des sites web de qualité traitant du thème abordé ici, merci de compléter l'article en donnant les références utiles à sa vérifiabilité et en les liant à la section « Notes et références ».
Crudo est un projet musical commun de Mike Patton et Dan the Automator.
Le duo fait ses débuts sur scène le 22 mai 2008 lors d'un concert de première partie surprise au Great American Music Hall (en) de San Francisco puis deux jours plus tard lors du Sasquatch! Music Festival (en) au Gorge Amphitheatre dans l'État de Washington.
Un enregistrement de la chanson "Let's Go" de Crudo est mis en ligne sur la page Myspace du duo en août 2008[citation nécessaire].
Crudo réalise plusieurs morceaux pour le film américain Obsessed sorti en 2009[citation nécessaire].